# JBIG
JBIG — это стандарт сжатия изображений без потерь, предложенный Группой экспертов по сжатию бинарных изображений (Joint Bi-level Image Experts Group), и стандартизованный Международной организацией по стандартизации ISO/IEC стандарт номер 11544 и как ITU-T рекомендации T.82. Позднее был принят более новый стандарт сжатия бинарных (только два любых цвета — чёрный и белый, серый и зелёный, красный и синий и т. д.) изображений JBIG2, JBIG также известен как JBIG1. JBIG был разработан в первую очередь для сжатия факсимильных изображений, но может также достаточно эффективно быть использован и для других классов изображений. В большинстве случаев JBIG демонстрирует приблизительно на 20—50 % лучшую степень сжатия по сравнению с более простым и раньше появившимся стандартом Fax Group 4, в некоторых ситуациях преимущество достигает нескольких раз.
JBIG использует вариант арифметического сжатия, запатентованный IBM и известный как Q-coder. Он основан на оценке вероятности каждого бита на основе предыдущих битов и предыдущих строк изображения. Алгоритм разработан для сжатия изображения по строкам в порядке их поступления. Также JBIG поддерживается прогрессивная передача (постепенное «проявление» изображения на приёмнике по мере получения файла) с небольшим (порядка 5 %) понижением степени сжатия.